# Edson Braafheid
Edson Braafheid (Paramaribo, 8. travnja 1983.) nizozemski je nogometaš surinamskog podrijetla. Trenutno igra kao branič za USL momčad Austin Bold.

## Karijera
Dana 10. veljače 2007. godine, Braafheid je odigrao prvu ligašku utakmicu za Twente, protiv Feyenoorda.

### Twente
Edson Braafheid je u FC Twente došao besplatno, jer mu je ugovor s Utrechtom istekao. bio je talentirani lijevi bek no zadivio je kao Twenteov sredinji branič, zamijenio je braniča Ramona Zomera iz prve postave. Bivši trener Twentea i Schalkea, Fred Rutten, najviše je zaslužan za Braafheidov uspjeh. Početkom ljeta 2008. godine, Braafheid je postao članom nizozemske nogometne reprezentacije na putu do Olimpijskih igara u Pekingu. Međutim, Twente je pobijedivši Ajax prošao u kvalifikacije za Ligu prvaka, pa Braafheid nije mogao ići na OI zbog klupskih utakmica.

### Bayern München
Braafheid se priključio minhenskom Bayernu, koji ga je doveo za 2.5 milijuna €, 11. lipnja 2009. godine.

### Nizozemska
Početkom 2008. godine, kritičar Hugo Borst je Braafheida ocijenio "istinskim braničem", i preporučio ga treneru van Bastenu za nastup na EP-u 2008.u Austriji i Švicarskoj. Nizozemski navijači nisu voljeli obranu bez umirovljenih Jaapa Stama, Franka de Boera i ostalih koji su tada otišli iz reprezentacije. Iako su primali malen broj pogodaka, obrana je ipak bila slaba točka Nizozemske. Dana 11. veljače 2009. godine, Braafheid je debitirao za nizozemsku reprezentaciju u utakmici protiv Tunisa. 
Godine 2006., bio je član Nizozemske koja je osvojila Europsko nogometno U-21 prvenstvo održano u Portugalu.

## Statistika
| Sezona   | Klub           | Država     | Natjecanje | Uta. | Gol. |
| -------- | -------------- | ---------- | ---------- | ---- | ---- |
| 2003./04 | FC Utrecht     | Nizozemska | Eredivisie | 14   | 0    |
| 2004./05 | FC Utrecht     | Nizozemska | Eredivisie | 23   | 0    |
| 2005./06 | FC Utrecht     | Nizozemska | Eredivisie | 31   | 2    |
| 2006./07 | FC Utrecht     | Nizozemska | Eredivisie | 13   | 0    |
| 2006./07 | FC Twente      | Nizozemska | Eredivisie | 11   | 0    |
| 2007./08 | FC Twente      | Nizozemska | Eredivisie | 32   | 0    |
| 2008./09 | FC Twente      | Nizozemska | Eredivisie | 33   | 1    |
| 2009./10 | Bayern München | Njemačka   | Bundesliga | 1    | 0    |
| Ukupno   | Ukupno         | Ukupno     | Ukupno     | 158  | 3    |

Od 14. kolovoza 2009.

## Vanjske poveznice
- Profil  Arhivirana inačica izvorne stranice od 25. srpnja 2010. (Wayback Machine) na VI.nl (nizoz.)
- Profil na transfermarkt.co.uk (engl.)
- Profil na soccerway.com (engl.)